# 三田菱子
三田 菱子（みた りょうこ、1959年3月2日 - ）は日本の小説家。神奈川県出身、東京都在住。

## 経歴
中学生のころに小説を書きはじめたが、高校生のある時期に書けなくなったと語る。その後、大学では歌舞伎のサークルにいきなり入り熱中した。篠井英介とはこの頃知り合ったという（双方、相手が澁澤龍彦を愛好していると知るまでは、「絶対話が合わないだろう」と思っていたとのことだが）。大学卒業後は半年間警察学校に通った後、警察官として横浜市にある警察署に、2年半勤務した。しかし無力感に退職、シナリオ学校へ通う。
そして、25歳の1984年のときに、槎川 色(いかがわ しき)の名義で『小説JUNE』誌（1984.10.09号）上に掲載された、ショートショート作品「○秘パーサー物語」にて商業誌デビュー。数年は槎川名義で活動したが、その後三田名義で発表した長編小説、『鼓ケ淵』にて人気を得、同作はカセットブック化（現在でいうドラマCD化）された。
また、彼女の執筆した戯曲「女形能晨鐘（ハナノアケガタ）」は、1990年に篠井英介のひとり芝居として、東京、大阪にて連続上演されている。

## 作品リスト

### 槎川色 名義

#### 雑誌掲載作品
書籍は三田名義のみ。
- 「○秘パーサー物語」(『小説JUNE』1984年10月号)
- 「わが天空の猿は不埒にひそみて」(『小説JUNE』1985年10月号)
- 「水戸後門」(『小説JUNE』1985年12月号)
- 「究極！和菓子伝授」(『小説JUNE』1986年6月号)
- 「きりのない物語」(『小説JUNE』1986年8月号)
- 「目立て! 甲子園」(『小説JUNE』1986年10月号)
- 「就職戦線異常あったりなかったり」(『小説JUNE』1986年12月号)
- 「サンタが部屋にやって来た」(『小説JUNE』1987年2月号)
- 「金曜日には花を売って」(『JUNE』33号(1987年3月号))
- 「なんて過激なジャパネスク」(『小説JUNE』1987年4月号)
- 「ヒーローは君だ!」(『小説JUNE』1987年6月号)
- 「まちがいだらけの夏休みのすごし方」(『小説JUNE』1987年8月号)
- 「ロクフェル」(『小説JUNE』1988年6月号～1989年8月号)

### 三田菱子 名義

#### 雑誌掲載作品
- 「ウエストサイド1990」（『JUNE』38号(1988年1月号)）
- 「M この世で一番最後の夜 前編」（『小説JUNE』1985年12月号）
- 「M この世で一番最後の夜 後編」（『小説JUNE』1986年2月号）
- 「怪談 鼓ヶ淵 前編」（『小説JUNE』1987年10月号）
- 「怪談 鼓ヶ淵 後編」（『小説JUNE』1987年12月号）
- 「ジャルバンの錬金術師」（『小説JUNE』1988年2月号）
- 「春三月」（『小説JUNE』1988年4月号）
- 「海に沈む夕日」（『小説JUNE』1989年10月号）

#### 書籍
- M(エム) この世で一番最後の夜（角川スニーカー文庫、1990年6月）
- M(エム) この世で一番最後の夜（角川ルビー文庫、1990年6月）
- 鼓ケ淵（角川ルビー文庫、1990年11月）
- ロクフェル<上>（角川ルビー文庫、1992年11月）
- ロクフェル<下>（角川ルビー文庫、1992年11月）